# Strebendorf
Strebendorf ist ein Stadtteil von Romrod im mittelhessischen Vogelsbergkreis.

## Geographie
Das Haufendorf liegt südlich des Hauptortes. Durch den Ort fließt die Antrift, oder auch Antreff genannt.

## Ortsgeschichte

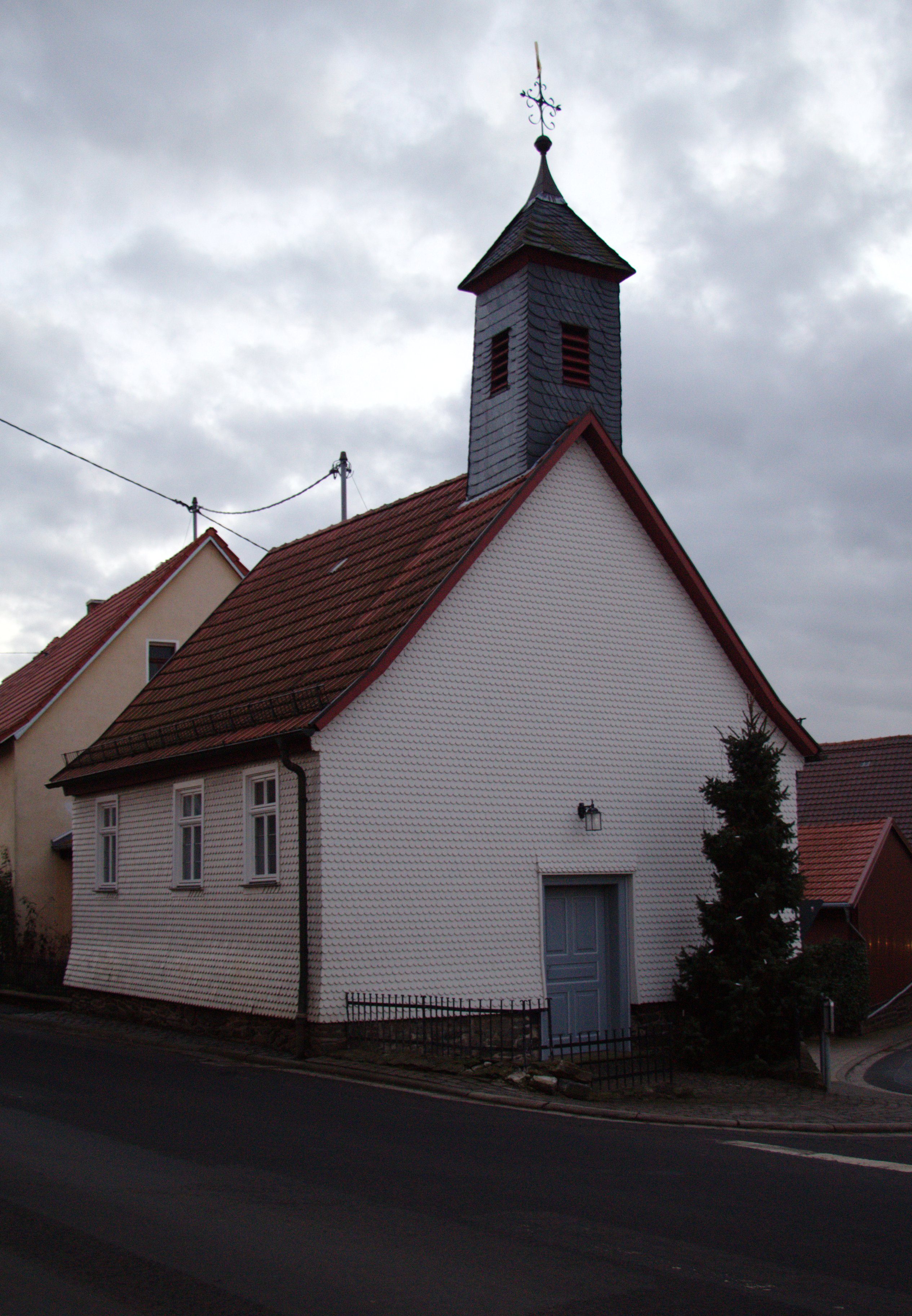
Kirche in Strebendorf

### Mittelalter
Die urkundliche Ersterwähnung des Ortes datiert auf das Jahr 1345: „... zu Strebindorf“. So ist die Entstehung des Ortes an das Ende der Rodungsperiode zu datieren. In der Gemarkung der heutigen Gemeinde finden sich die Wüstungen Merschrod und Wingerod.
Am 24. Juni 1356 heißt es in einer weiteren Urkunde: „czu Strebindorff vffe das gut.“
Hier gibt Ludwig von Romrod seiner Ehefrau Metze Güter zum Wittum zu Hüttenrod, Billertshausen und Wingerod, zu Strebendorf und eine Mühle an der Yffe.
Der Ortsname lässt sich nicht klären.

### Neuzeit
Die Statistisch-topographisch-historische Beschreibung des Großherzogthums Hessen berichtet 1830 über Strebendorf:

„Strebendorf (L. Bez. Alsfeld) evangel. Filialdorf; liegt an der Andreft, 1⁄1a2 St. von Alsfeld, hat 56 Häuser und 332 Einwohner, die alle evangelisch sind. Man findet hier ein Bethaus und 2 Mühlen.“

Am 31. Dezember 1971 wurde Strebendorf im Zuge der Gebietsreform in Hessen mit anderen Gemeinden zu neu gebildeten Stadtgemeinde Romrod zusammengeschlossen.

### Verwaltungsgeschichte im Überblick
Die folgende Liste zeigt die Staaten und Verwaltungseinheiten, denen Strebendorf angehört(e):

- vor 1567: Heiliges Römisches Reich, Landgrafschaft Hessen, Amt Romrod
- ab 1567: Heiliges Römisches Reich, Landgrafschaft Hessen-Marburg, Amt Romrod[10]
- 1604–1648: Heiliges Römisches Reich, strittig zwischen Landgrafschaft Hessen-Darmstadt und Landgrafschaft Hessen-Kassel (Hessenkrieg)
- ab 1604: Heiliges Römisches Reich, Landgrafschaft Hessen-Darmstadt, Oberfürstentum Hessen, Oberamt Alsfeld, Amt Romrod[11]
- ab 1806: Großherzogtum Hessen,[Anm. 2] Fürstentum Ober-Hessen, Oberamt Alsfeld, Amt Romrod[12][13]
- ab 1815: Großherzogtum Hessen, Provinz Oberhessen, Amt Romrod[14]
- ab 1821: Großherzogtum Hessen, Provinz Oberhessen, Landratsbezirk Romrod[15][Anm. 3]
- ab 1829: Großherzogtum Hessen, Provinz Oberhessen, Landratsbezirk Alsfeld (Amtssitzverlegung)
- ab 1832: Großherzogtum Hessen, Provinz Oberhessen, Kreis Alsfeld
- ab 1848: Großherzogtum Hessen, Regierungsbezirk Alsfeld
- ab 1852: Großherzogtum Hessen, Provinz Oberhessen, Kreis Alsfeld
- ab 1867: Norddeutscher Bund,[Anm. 4] Großherzogtum Hessen, Provinz Oberhessen, Kreis Alsfeld
- ab 1871: Deutsches Reich, Großherzogtum Hessen, Provinz Oberhessen, Kreis Alsfeld
- ab 1918: Deutsches Reich (Weimarer Republik), Volksstaat Hessen, Provinz Oberhessen, Kreis Alsfeld
- ab 1938: Deutsches Reich, Volksstaat Hessen, Landkreis Alsfeld[16][Anm. 5]
- ab 1945: Amerikanische Besatzungszone,[Anm. 6] Groß-Hessen, Regierungsbezirk Darmstadt, Landkreis Alsfeld
- ab 1946: Amerikanische Besatzungszone, Hessen, Regierungsbezirk Darmstadt, Landkreis Alsfeld
- ab 1949: Bundesrepublik Deutschland, Hessen, Regierungsbezirk Darmstadt, Landkreis Alsfeld
- ab 1972: Bundesrepublik Deutschland, Hessen, Regierungsbezirk Darmstadt, Vogelsbergkreis, Stadt Romrod
- ab 1981: Bundesrepublik Deutschland, Hessen, Regierungsbezirk Gießen, Vogelsbergkreis, Stadt Romrod

### Gerichtszugehörigkeit seit 1803
In der Landgrafschaft Hessen-Darmstadt wurde mit Ausführungsverordnung vom 9. Dezember 1803 das Gerichtswesen neu organisiert. Für das Fürstentum Oberhessen (ab 1815 Provinz Oberhessen) wurde das „Hofgericht Gießen“ eingerichtet. Es war für normale bürgerliche Streitsachen Gericht der zweiten Instanz, für standesherrliche Familienrechtssachen und Kriminalfälle die erste Instanz. Übergeordnet war das Oberappellationsgericht Darmstadt. Die Rechtsprechung der ersten Instanz wurde durch die Ämter bzw. Standesherren vorgenommen und somit für Strebendorf durch das Amt Romrod. Nach der Gründung des Großherzogtums Hessen 1806 wurden die Aufgaben der ersten Instanz 1821 im Rahmen der Trennung von Rechtsprechung und Verwaltung auf die neu geschaffenen Landgerichte übertragen. „Landgericht Alsfeld“ war daher von 1821 bis 1879 die Bezeichnung für das erstinstanzliche Gericht in Alsfeld, das heutige Amtsgericht, das für Strebendorf zuständig war.
Anlässlich der Einführung des Gerichtsverfassungsgesetzes mit Wirkung vom 1. Oktober 1879, infolge derer die bisherigen großherzoglichen Landgerichte durch Amtsgerichte an gleicher Stelle ersetzt wurden, während die neu geschaffenen Landgerichte nun als Obergerichte fungierten, kam es zur Umbenennung in Amtsgericht Alsfeld und Zuteilung zum Bezirk des Landgerichts Gießen.

## Bevölkerung

### Einwohnerstruktur 2011
Nach den Erhebungen des Zensus 2011 lebten am Stichtag dem 9. Mai 2011 in Strebendorf 255 Einwohner. Darunter waren 6 (2,5 %) Ausländer. Nach dem Lebensalter waren 54 Einwohner unter 18 Jahren, 102 zwischen 18 und 49, 57 zwischen 50 und 64 und 45 Einwohner waren älter. Die Einwohner lebten in 90 Haushalten. Davon waren 18 Singlehaushalte, 18 Paare ohne Kinder und 42 Paare mit Kindern, sowie 12 Alleinerziehende und keine Wohngemeinschaften. In 15 Haushalten lebten ausschließlich Senioren und in 57 Haushaltungen lebten keine Senioren.

### Einwohnerentwicklung
| • 1806: | 260 Einwohner, 47 Häuser |
| • 1829: | 332 Einwohner, 56 Häuser |
| • 1867: | 349 Einwohner, 61 Häuser |

| Strebendorf: Einwohnerzahlen von 1791 bis 2011 | Strebendorf: Einwohnerzahlen von 1791 bis 2011 | Strebendorf: Einwohnerzahlen von 1791 bis 2011 | Strebendorf: Einwohnerzahlen von 1791 bis 2011 | Strebendorf: Einwohnerzahlen von 1791 bis 2011 |
| --- | ---------------------------------------------- | ---------------------------------------------- | ---------------------------------------------- | ---------------------------------------------- |
| Jahr |                                                |                                                |                                                | Einwohner                                      |
| 1791 | 1791                                           |                                                | 233                                            | 233                                            |
| 1800 | 1800                                           |                                                | 239                                            | 239                                            |
| 1806 | 1806                                           |                                                | 266                                            | 266                                            |
| 1829 | 1829                                           |                                                | 332                                            | 332                                            |
| 1834 | 1834                                           |                                                | 368                                            | 368                                            |
| 1840 | 1840                                           |                                                | 323                                            | 323                                            |
| 1846 | 1846                                           |                                                | 426                                            | 426                                            |
| 1852 | 1852                                           |                                                | 339                                            | 339                                            |
| 1858 | 1858                                           |                                                | 346                                            | 346                                            |
| 1864 | 1864                                           |                                                | 353                                            | 353                                            |
| 1871 | 1871                                           |                                                | 326                                            | 326                                            |
| 1875 | 1875                                           |                                                | 318                                            | 318                                            |
| 1885 | 1885                                           |                                                | 282                                            | 282                                            |
| 1895 | 1895                                           |                                                | 305                                            | 305                                            |
| 1905 | 1905                                           |                                                | 291                                            | 291                                            |
| 1910 | 1910                                           |                                                | 282                                            | 282                                            |
| 1925 | 1925                                           |                                                | 291                                            | 291                                            |
| 1939 | 1939                                           |                                                | 279                                            | 279                                            |
| 1946 | 1946                                           |                                                | 428                                            | 428                                            |
| 1950 | 1950                                           |                                                | 425                                            | 425                                            |
| 1956 | 1956                                           |                                                | 353                                            | 353                                            |
| 1961 | 1961                                           |                                                | 315                                            | 315                                            |
| 1967 | 1967                                           |                                                | 293                                            | 293                                            |
| 1970 | 1970                                           |                                                | 291                                            | 291                                            |
| 1980 | 1980                                           |                                                | ?                                              | ?                                              |
| 1993 | 1993                                           |                                                | 286                                            | 286                                            |
| 2000 | 2000                                           |                                                | ?                                              | ?                                              |
| 2008 | 2008                                           |                                                | 286                                            | 286                                            |
| 2011 | 2011                                           |                                                | 255                                            | 255                                            |
| Datenquelle: Historisches Gemeindeverzeichnis für Hessen: Die Bevölkerung der Gemeinden 1834 bis 1967. Wiesbaden: Hessisches Statistisches Landesamt, 1968. Weitere Quellen: ; Zensus 2011 |                                                |                                                |                                                |                                                |

### Historische Religionszugehörigkeit
| • 1829: | 332 evangelische (= 100 %) Einwohner                               |
| • 1961: | 276 evangelische (= 87,62 %), 37 katholische (= 11,75 %) Einwohner |

## Infrastruktur
Durch den Ort verläuft die Landesstraße 3165. Sie verbindet Strebendorf mit Romrod und Vadenrod (Gemeinde Schwalmtal).
Im Ort gibt es ein Dorfgemeinschaftshaus.